# Shuiyuesi (köpinghuvudort i Kina, Hubei Sheng, lat 31,24, long 111,01)
Shuiyuesi (kinesiska: 水月寺, 水月寺镇) är en köpinghuvudort i Kina. Den ligger i provinsen Hubei, i den centrala delen av landet, omkring 320 kilometer väster om provinshuvudstaden Wuhan. Antalet invånare är 22 187. Befolkningen består av 10 254 kvinnor och 11 933 män. Barn under 15 år utgör 10,0 %, vuxna 15-64 år 77 %, och äldre över 65 år 11,0 %.
Runt Shuiyuesi är det ganska tätbefolkat, med 166 invånare per kvadratkilometer. Närmaste större samhälle är Zhangcunping, 19,3 km öster om Shuiyuesi. I omgivningarna runt Shuiyuesi växer i huvudsak blandskog.
Genomsnittlig årsnederbörd är 1 269 millimeter. Den regnigaste månaden är augusti, med i genomsnitt 242 mm nederbörd, och den torraste är december, med 13 mm nederbörd.